# Дивні іграшки
«Дивні іграшки» (англ. Strange Toys) — фентезійний роман американської письменниці Патриції Гірі, опублікований 1987 року. Роман нагороджено меморіальною премією імені Філіпа К. Діка 1987 року.